# Cröchern
Cröchern is een plaats en voormalige gemeente in de Duitse deelstaat Saksen-Anhalt, en maakt deel uit van de Landkreis Börde.
Cröchern telt 285 inwoners.